# Sous-marin d'attaque conventionnel

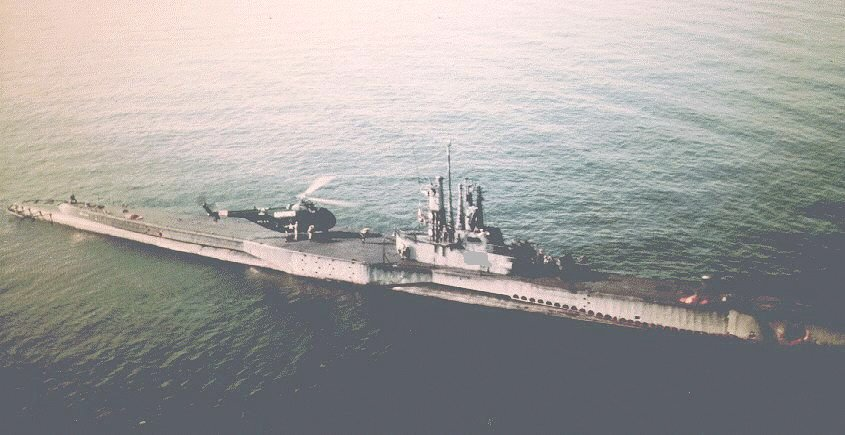
Un hélicoptère se pose sur l'hélisurface du Sealion, sous-marin d'attaque conventionnel de classe Balao, ici reconverti en sous-marin de transport

Un sous-marin d'attaque conventionnel est un sous-marin militaire utilisant une propulsion conventionnelle (la plupart du temps, un moteur Diesel combiné à des batteries électriques), contrairement à un sous-marin nucléaire d'attaque qui dispose d'un réacteur nucléaire. Du début du XXe siècle jusqu'aux années 1960, c'était le seul type de sous-marin existant.

## Description
Un sous-marin d'attaque est un sous-marin destiné à la chasse aux autres sous-marins. Il est spécialement conçu pour attaquer et pour couler d'autres sous-marins, des bâtiments de surface militaire et des navires marchands. Dans les marines soviétique et russe, ils sont appelés « sous-marins polyvalents ». Ils sont également utilisés pour protéger les unités de surface amies ainsi que les sous-marins lance-missiles. Certains sous-marins d'attaque sont armés de missiles de croisière montés dans des tubes de lancement verticaux, augmentant la portée de leurs missions potentielles pour inclure des cibles terrestres.
Les sous-marins d'attaque peuvent être soit à propulsion nucléaire, soit diesel-électrique (dit « conventionnel »). Dans le système de désignation des bâtiments de l'US Navy et dans celui, équivalent, de l'OTAN (STANAG 1166), les sous-marins d'attaque à propulsion nucléaire sont connus sous le nom de SSN et leurs prédécesseurs diesel-électriques sous celui de SSK. Dans l'US Navy, les SSN sont officieusement appelés « attaques rapides. »
La propulsion nucléaire, totalement indépendante de l'atmosphère, apporte un avantage déterminant en mobilité comme en discrétion ; car les sous-marins classiques sont contraints de remonter en surface (ou à l'immersion périscopique en utilisant un schnorchel) pour alimenter les moteurs diesel en air (oxygène), nécessaire pour recharger leurs batteries électriques. Ceux-ci ne peuvent plonger davantage que quelques dizaines d'heures aux moteurs électriques (quelques jours pour ceux dotés de propulsion AIP), les rendant ainsi détectables et vulnérables. Les sous-marins à propulsion nucléaire peuvent rester plusieurs mois en plongée, préservant ainsi leur discrétion.
Le développement et la performance de la propulsion anaérobie depuis le début du XXIe siècle constituent un avantage certain pour des pays dépourvus de technologie nucléaire, chère. Ces systèmes ne sont pas totalement indépendants de l'atmosphère, comme peut l'être la propulsion nucléaire permettant de rester plusieurs mois en plongée et de maintenir durablement des vitesses importantes. Ces bâtiments nucléaires sont concurrencés en matière de furtivité. En effet, leurs cœurs nucléaires ne pouvant être mis en veilleuse, leurs signatures acoustique et thermique les trahissent. Les innovations dans le secteur de la propulsion bousculent la prééminence des sous-marins nucléaires d'attaque.

## Classes de sous marin d'attaques conventionnels

### Australie
- Classe Collins

### Espagne
- Classe S-80 (sous-marin anaérobie)

### France
- Classe Agosta
- Classe Daphné
- Classe Scorpène

## Sources
- (en) Norman Friedman, U.S. Submarines Since 1945 : An Illustrated Design History, Annapolis, Maryland, United States Naval Institute, 1994, 280 p. (ISBN 1-55750-260-9)
- (en) Sergei Georgievich Gorshkov, The Sea Power of the State, Naval Institute Press, 1979, 2e éd., 290 p. (ISBN 0-87021-961-8)
- (en) Robert Gardiner et Stephen Chumbley, Conway's All the World's Fighting Ships 1947–1995, Conway Maritime Press, 1995 (ISBN 1-55750-132-7)
- (en)  Cet article contient du texte publié par le Dictionary of American Naval Fighting Ships dont le contenu se trouve dans le domaine public.